# Kittadahalli, Shikarpur
Kittadahalli là một làng thuộc tehsil Shikarpur, huyện Shimoga, bang Karnataka, Ấn Độ.